# At the Edge of Time
At the Edge of Time från 2010 är den tyska hårdrocksgruppen Blind Guardians nionde  album. Det nådde som högst andra plats på den tyska albumlistan.

## Låtlista[2]
Musiken har komponerats av André Olbrich och Hansi Kürsch. 
1. "Sacred Worlds" – 9:17
2. "Tanelorn (Into the Void)" – 5:58
3. "Road of No Release" – 6:30
4. "Ride into Obsession" – 4:46
5. "Curse My Name" – 5:52
6. "Valkyries" – 6:38
7. "Control the Divine" – 5:26
8. "War of the Thrones" – 4:55
9. "A Voice in the Dark" – 5:41
10. "Wheel of Time" – 8:55